# Demand Side Platform
デマンドサイドプラットフォーム (英語: Demand Side Platform, DSP）は、デジタル広告インベントリの購入者が1つのインターフェイスを介して複数のアドエクスチェンジおよびデータエクスチェンジアカウントを管理できるようにするシステム。
オンライン広告を表示するためのリアルタイムビディングはアドエクスチェンジ内で行われ、DSPを利用することで、マーケターはバナーのビッドと、オーディエンスをターゲットにするために重ねているデータの価格を管理できる。有料検索と同様に、DSPを使用すると、ユーザーは、クリック報酬型広告（eCPC）や成果報酬型広告（eCPA）などの主要業績評価指標に基づいて最適化できる。